# Триоп (син на Хелиос)
Вижте пояснителната страница за други значения на Триоп.
Триоп (на старогръцки: Τρίωψ, Triopas) в гръцката митология е един от Хелиадите, седемте синове на Хелиос и нимфата Рода на Родос.
Той и братята му Макарей, Актий, Кандал убиват брат си Тенаг от завист, понеже е по-надарен в астрологията. Те бягат след това от Родос. Триоп отишъл в Кария, Макарей на Лесбос, Кандал на Кос, Актий в Египет. Другите му братя (Охим и Керкаф) не участвали в убийството и останали на Родос.
Той основава Книдос.